# Сильвестр (Ляскоронский)
Сильвестр (Ляскоронский) (? — 8 [19] мая 1754, Киев) — малороссийский церковный деятель, писатель, драматург, педагог, ректор Киево-Могилянской академии (1746—1751).

## Биография
Учился в Киево-Могилянской академии. После окончании академического курса занимал разные училищные должности в низших классах Киевской духовной академии. С 1729 года — преподаватель поэтики Академии.
Занимал административные должности в разных монастырях. В 1741—1744 годах был настоятелем Виленского Свято-Духова монастыря со званием старшего иеромонаха. В июне 1745 года Синодом был переименован из игуменов Виленского Свято-Духова монастыря в архимандриты Нежинского Благовещенского монастыря, но не успел туда приехать, как туда был назначен архимандритом, по Высочайшему повелению, соборный старец Киево-Печерской лавры Владимир. И Сильвестр получил взамен новое назначение, архимандритом Киево-Братского училищного монастыря и стал ректором и профессором богословия Киево-Могилянской академии.
Несмотря на свои дарования и энергию, был обвинён в безотчётной трате монастырских сумм, получаемых от Генеральной войсковой канцелярии, а также в дурном содержании монастыря. Поводом стал его конфликт с митрополитом Тимофеем (Щербацким) в конце 1750 года. В ноябре 1751 года митрополит уволил Сильвестра Ляскоронского от занимаемых им должностей и определил его в Выдубицкий монастырь на покой на правах подначального, где Сильвестр внезапно скончался 8 (19) мая 1754 года и был погребен самим митрополитом.
Сильвестр — автор школьной пасхальной драмы церковно-морализаторского содержания «Трагикомедия, или Образ страстей мира сего» (1729), разрабатывающей евангельские темы и прославляющей православную монархию.